# マルコ (企業)
MRKホールディングス株式会社は、大阪市北区に本社を置く体型補整用婦人下着、化粧品、健康食品の販売会社マルコを中核とする持株会社。RIZAPグループの子会社でもある。

## 沿革[3]
- 昭和53年4月 - 繊維製品の製造及び販売を目的として、マルコ株式会社を奈良県橿原市で設立。
- 昭和54年4月 - 「ハッピーセット」の販売により、婦人下着の訪問販売業界で初めてのファンデーションのセット販売を開始。
- 昭和58年2月 - 熊本県熊本市に100％子会社九州マルコ株式会社（合併時社名 マルコ熊本株式会社）を設立。
- 昭和61年11月 - 販売会社並びに販売代理店統轄のため、大阪市中央区にマルコ本社株式会社を設立。
- 昭和62年4月 - マルコ西埼玉株式会社（合併時社名 ヤマトテキスタイル株式会社）を設立。
- 平成3年2月 - グループ統一化のため、販売会社19社より、110店舗の営業譲渡を受け、卸売より顧客直接販売へ移行。
- 平成3年9月 - 合併（マルコ本社株式会社、マルコ熊本株式会社、マルコハウジング株式会社）。
- 平成6年4月 - マルコ健康保険組合を設立。
- 平成6年7月15日 - 日本証券業協会に株式を店頭登録。
- 平成8年6月 - 大阪証券取引所市場第二部に上場。
- 平成10年2月 - ボディケア化粧品「axage（アクセージュ）」の販売を開始。
- 平成10年12月 - シルク専用洗剤、ボディケア化粧品「Peau de L'ange（ポー・ド・ランジェ）」の販売を開始。
- 平成17年10月 - 「Decorte Lumiès（デコルテ リュミエス）」の販売を開始。
- 平成18年8月 - 子会社である「ヤマトテキスタイル株式会社」を吸収合併。
- 平成19年11月 - 「DECORTE SARAVIR（デコルテ サラヴィール）」の販売を開始。
- 平成20年4月 - ブライダル用「mon marier MEIBELLE（モンマリエ メイベル）」の販売を開始。
- 平成20年12月 - ミドルエイジ層向け「BELLEAGES BONHEUR SAKURA（ベルアージュ ボヌール サクラ）」の販売を開始。
- 平成23年10月 - 「Carille（カリーユ）」の販売を開始。
- 平成25年7月 - 東京証券取引所と市場統合により東京証券取引所市場第二部に移行。
- 平成26年1月 - 瑪露珂爾（上海）国際貿易有限公司を設立。
- 平成28年7月 - 第三者割当増資を行い、RIZAPグループの連結子会社となる[4]。
- 平成30年3月 - RIZAPグループの子会社であった株式会社エンジェリーベの全株式を取得し、子会社とする[5]。
- 平成30年10月 - 持株会社体制に移行するため、商号をMRKホールディングス株式会社に変更し、新たに設立した子会社「マルコ株式会社」に事業を全譲渡。
- 令和2年3月 - マルコ株式会社を存続会社とする吸収合併方式により、株式会社エンジェリーベを合併[6]。
- 令和6年1月 - 主力商品のひとつであるミドルエイジ層向け「Liberdigne（リベルディーニュ）」の販売を開始[7]。「Belleages Avance Sakura（ベルアージュ アヴァンセ サクラ)」の後継シリーズである。

## 提供番組
現在
- サタデープラス（毎日放送・TBSテレビ系列）

過去
- 火曜10時のドラマ（関西テレビ・フジテレビ系列）
- 朝だ!生です旅サラダ（朝日放送・テレビ朝日系列）
- これは知ってナイト（朝日放送・テレビ朝日系列）
- 興味しんしん丸（朝日放送・テレビ朝日系列）
- 親知らずバラエティー 天使の仮面!!（朝日放送・テレビ朝日系列）
- 超人!コロシアム（TBS系列）
- 月曜ドラマスペシャル（TBS系列）
- あまからアベニュー（毎日放送）
- FNS27時間テレビ（フジテレビ系列）
- めざまし8（フジテレビ系列）[8]
- ヴィーナスの秘密（テレビ東京系列）